# مرکز کنترل پرواز هوافضای پکن

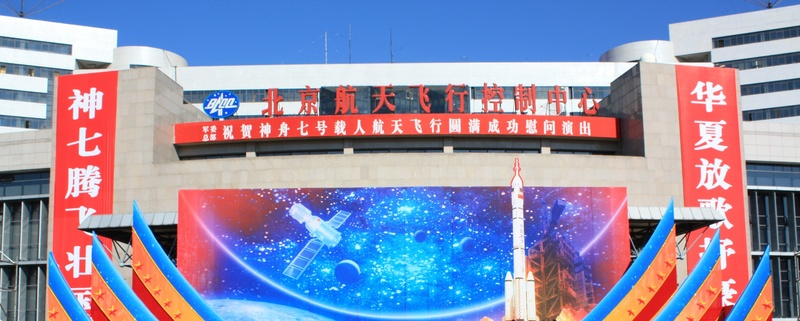
مرکز اصلی BACC پس از مأموریت شنژو ۷، خود را برای انجام مراسم آماده می‌کند.

مرکز کنترل پرواز هوافضای پکن (به چینی: 北京 航天 飞行 控制)، (انگلیسی: Beijing Aerospace Flight Control Center‎) با کوته‌نوشت (BACC) است که قبلاً به عنوان «مرکز فرماندهی و کنترل هوافضای پکن» (به چینی: 北京 航天 指挥 控制 中心؛ BACCC یا BACC) شناخته می‌شد. BACC یک مرکز فرماندهی برای برنامه فضایی چین است که شامل مأموریت‌های شنژو نیز هست و در حومهٔ شمال غربی پکن قرار دارد. ورودی اصلی این مرکز فضایی همان‌گونه که در تصویر نشان داده شده در تقاطع «Beiqing Road و You Yi Road» واقع شده‌است.

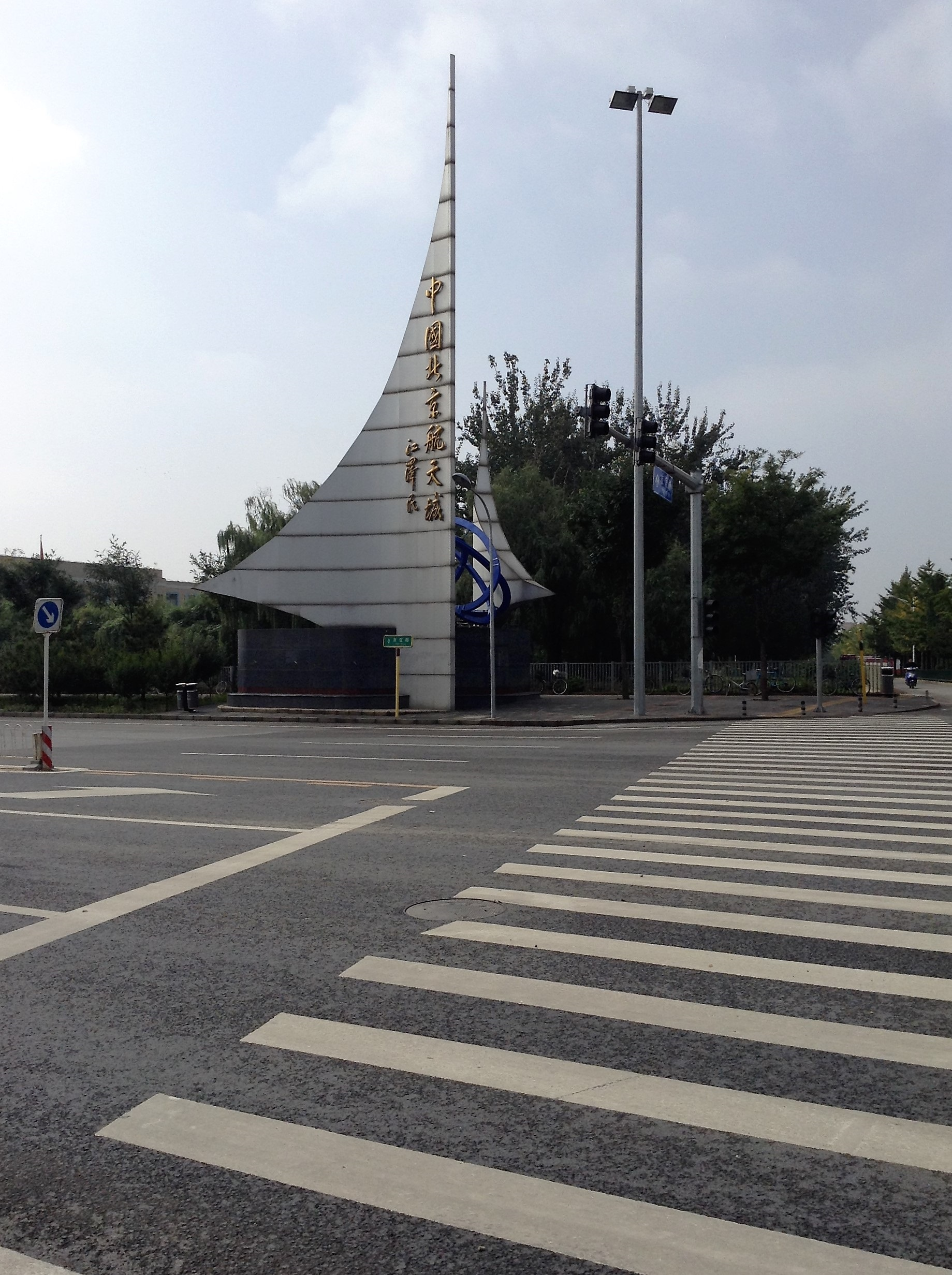
در ورودی اصلی مرکز کنترل پرواز هوافضای پکن

این مرکز فضایی را دولت جمهوری خلق چین نظارت و مدیریت می‌کند.
کارکرد اصلی BACC شامل نظارت، تله متری، ردیابی و فرماندهی فضاپیما است. این ساختمان درون مجتمعی که به‌عنوان مستعار شهر هوافضا (Aerospace City) نام گرفته قرار دارد. این مرکز در ابتدا برای مأموریت‌های فضایی با خدمهٔ چین، بنام "پروژه ۹۲۱" (ماموریت‌های شنژو) ایجاد شده‌است، از این رو در میان برخی از افراد داخلی این مرکز "۹۲۱" نیز نامیده می‌شود. امکانات و مسئولیت‌های این مرکز به منظور آمادگی برای مأموریت چانگ ای ۱ و مأموریت فضایی بین سیاره‌ای چین و روسیه، فوبوس-گرانت تکامل و گسترش یافته‌است. BACC همچنین با کمک چهار کشتی ردیابی کلاس یوان وانگ بر ماموریت‌های شنژو نظارت می‌کند. این شرکت زیرمجموعه‌هایی را برای «ارتباطات ماهواره ای چینو SINOSAT» و «اینمارست» اختصاص داده‌است. در سال ۲۰۰۶ به 北京 航天 飞行 控制 中心 تغییر یافت.